# Littenseradeel
Littenseradiel (nederlandsk: Littenseradeel) er en kommune i provinsen Frisland i Nederlandene. Kommunens samlede areal udgør 132,57 km2 (hvoraf 1,83 km2 er vand) og indbyggertallet er på 10.845 indbyggere (2005).